# Resto de supernova Vela Jr
El resto de supernova Vela Jr o Vela Junior, también llamado SNR G266.2-01.2 y RX J0852.0−4622, es un resto de supernova que se localiza en la constelación austral de Vela. Fue descubierto en 1998 por la emisión de rayos gamma procedentes de la desintegración de núcleos de 44Ti.
Pese a su tardío descubrimiento y a su localización en una región muy poblada del firmamento —tiene al brillante resto de supernova de Vela (Vela XYZ) en primer plano—, Vela Junior ha sido uno de los objetos de su clase más estudiados en el conjunto del espectro electromagnético.

## Morfología
Vela Junior es uno de los pocos restos de supernova cuya envoltura —con una clara morfología en forma de cáscara— ha sido resuelta en la totalidad del espectro electromagnético, desde la banda de radiofrecuencias hasta los rayos gamma de muy alta energía (100 GeV). En el estudio de la estructura de este objeto, se observa una buena correlación entre el continuo de radio, la radiación ultravioleta extrema (EUV) y los rayos X.
La emisión coincidente en continuo de radio y en rayos X confirma que la radiación sincrotrón es la responsable de una zona brillante en rayos X en su extremo norte.
Por otra parte, el proceso responsable de la emisión de rayos gamma aún no es conocido, pero un posible mecanismo podría ser la producción de piones neutros por la interacción de rayos cósmicos con gas, y la subsiguiente desintegración de los mismos.
La relativa proximidad del resto de supernova Vela Jr —véase más abajo—, su gran tamaño y su fuerte emisión no-térmica convierten a este remanente en una de las principales fuentes utilizadas para el estudio de los mecanismos de aceleración y emisión de partículas en restos de supernova. 

## Remanente estelar
Se ha sugerido que el resto de supernova Vela Jr puede estar asociado al púlsar PSR J0855-4644, ya que la distancia que nos separa de ambos objetos es similar. Por otra parte, este púlsar se encuentra dentro del límite del resto de supernova, pero bastante cerca de su borde; si la supernova tuvo lugar en el centro geométrico de Vela Junior, para una velocidad transversal plausible la edad de este resto de supernova debería ser de al menos 3000 años.
También se ha propuesto que la fuente de rayos X CXOU J085201.4−461753 pudiera estar vinculada a Vela Jr, pero en 2006 se concluyó que este objeto probablemente no está asociado con este resto de supernova sino con una nebulosa planetaria.

## Edad y distancia
Inicialmente se pensó que el resto de supernova Vela Jr tenía una edad de 680 años y estaba situado a solo 200 pársecs, por lo que sería el resto de supernova más próximo a la Tierra.
Si fuera tan joven y cercano, su correspondiente supernova debería haber sido visible desde la Tierra alrededor del año 1320; no obstante, no existen registros escritos de esa época sobre ninguna supernova, aunque ello pudiera deberse al hecho de que la mayoría de los observadores habrían estado en el hemisferio norte.
Pero posteriores trabajos —que se basan en la expansión de la envoltura en rayos X y suponiendo una velocidad de choque de 3000 km/s—, han aumentado la edad de Vela Junior a 3270 años e incrementado la distancia que nos separa de él a 750 pársecs. De acuerdo a esta nueva localización, el radio estimado de su envoltura sería de 13 pársecs.